# Lammassaari (ö i Södra Savolax, Nyslott, lat 62,09, long 28,65)
Lammassaari är en ö i Finland. Den ligger i sjön Haukivesi och i kommunen Nyslott i  landskapet Södra Savolax, i den sydöstra delen av landet, 290 km nordost om huvudstaden Helsingfors. Öns area är 4 hektar och dess största längd är 410 meter i sydöst-nordvästlig riktning.